# Baikal-Ölfische
Die Baikal-Ölfische (Comephorus) oder Golomjanka sind eine aus zwei Arten bestehende, im Baikalsee endemische Gattung der Groppen (Cottidae). In der traditionellen Systematik galten sie als eigene Familie (Comephoridae), nach phylogenetischen Befunden stehen sie jedoch sogar innerhalb der Gattung Cottus.

## Merkmale
Die Fische haben einen nackten, schuppenlosen, gelblich durchscheinenden Körper. Die Brustflossen sind sehr groß, Bauchflossen fehlen (Beckenknochen sind aber noch vorhanden). Das Fleisch ist sehr fettreich, tote Fische schwimmen an der Wasseroberfläche. Die Knochen sind porös, um Gewicht zu sparen. Die Wirbelsäule hat 48 bis 50 Wirbel. Baikal-Ölfische leben in größeren Tiefen von Plankton. Die Tiere sind ovovivipar. Sie sind eine wichtige Nahrungsgrundlage für die Baikalrobbe (Phoca sibirica).

## Arten

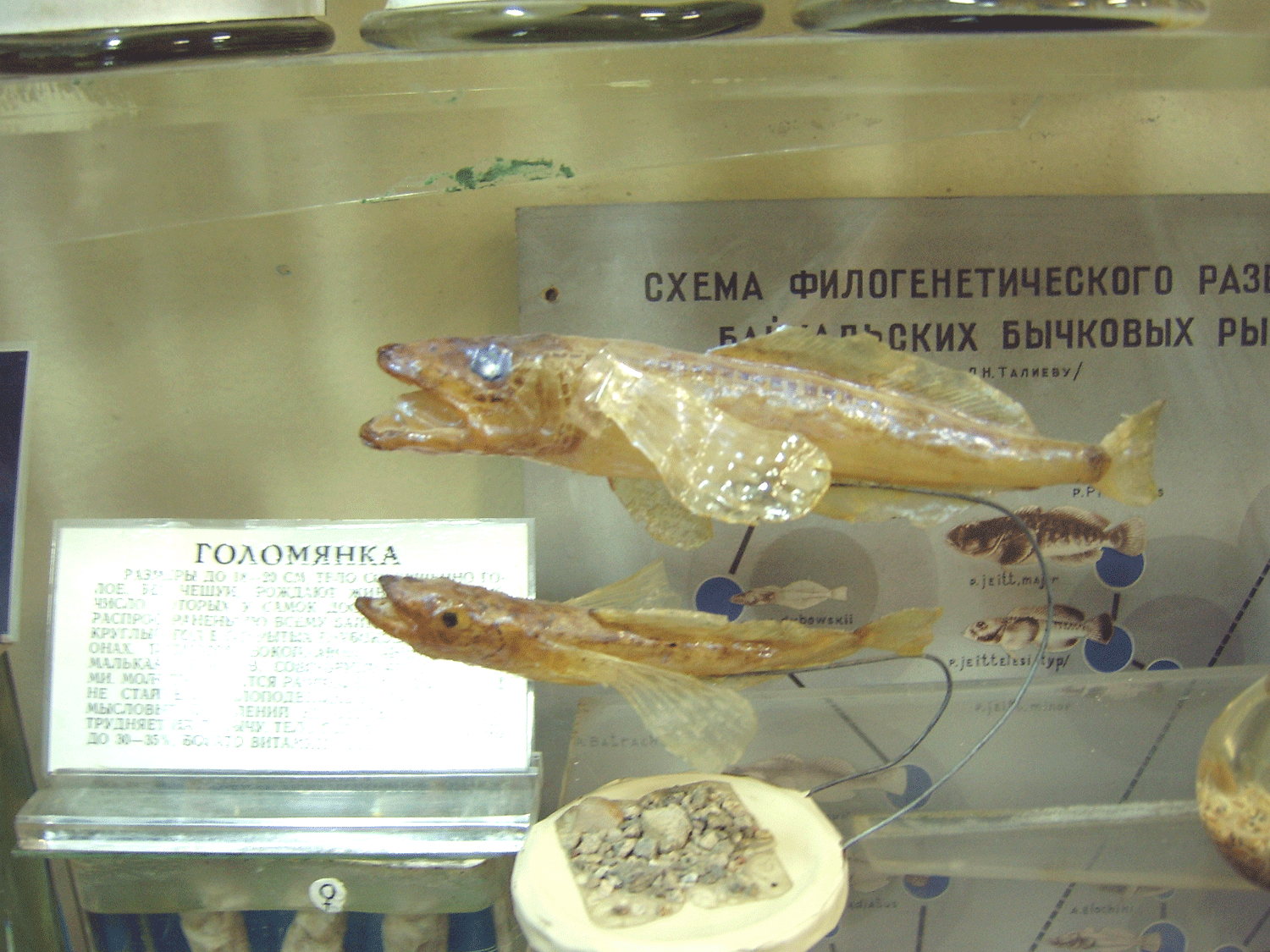
Schaukasten mit Golomjanki im Limnologischen Baikal-Museum von Listwjanka

- Großer Baikal-Ölfisch (Comephorus baikalensis) (Pallas, 1776)
Bis zu 21 Zentimeter lang, Weibchen bleiben kleiner. Der Anteil der Männchen an der Gesamtpopulation der Fische beträgt nur drei bis vier Prozent. Hält sich von Januar bis Februar in Tiefen von 150 bis 250 Metern auf, im März und April 100 bis 120 Meter tief. Laicht von Juli bis Oktober. Frisst hauptsächlich den Flohkrebs Macrohectopus branickii. Flossenformel: Dorsale VI–VII/30–34, Anale 0/30–36.

- Kleiner Baikal-Ölfisch (Comephorus dybowskii) Korotneff, 1904
Bis zu 16 Zentimeter lang, Weibchen bleiben kleiner. Der Anteil der Männchen an der Gesamtpopulation der Fische beträgt nur 12 bis 21 Prozent. Hält sich von Januar bis Februar in Tiefen von 300 bis 500 Metern auf, im März und April 100 bis 120 Meter tief, geht auch tiefer als 1000 Meter. Laicht von Februar bis März; es gibt Hinweise, dass die Weibchen danach sterben. Die Larven halten sich zwischen dem Seengrund und einer Tiefe von 500 Metern auf. Flossenformel: Dorsale VII-IX/31–34, Anale 0/32–36.